# Vladímir Schrödel
Vladímir Schrödel (en rus ciríl·lic: Влади́мир Ма́ркович Шре́дель, transliteració de Schrödel) va ser un guionista i director de cinema rus, nascut a Moscou (RSFSR) el 5 de desembre de 1918 i mort a Moscou el 17 de març de 1993.

## Biografia
Alumne de Serguei Eisenstein a la Universitat Panrussa Gueràssimov de Cinematografia, on es va diplomar el 1943, va dirigir pel·lícules per a la televisió russa com Notxnoi gost (El convidat de nit) o Neoplatxennii dolg (Deute no pagat), i va dirigir pel·lícules des dels Estudis d'Odessa amb Marianna Rosxal i Leningrad (Lenfilm). Era membre del PCUS des de 1948.

## Filmografia
- 1955 — Белый пудель (el gos blanc), amb Marianna Rosxal[2]
- 1956 — Невеста[3]
- 1958 — Ночной гость (el convidat nocturn)
- 1959 — Неоплаченный долг (Deute no pagat)
- 1961 — Будни и праздники (Laborables i festius)
- 1963 — Два воскресенья (Dos sols)
- 1966 — Кто придумал колесо? (Qui va inventar la roda?)
- 1969 — Пятеро с неба (Els cinc del cel)[4]
- 1971 — Ночь на 14-й параллели (Nit sobre el paral·lel 14)[5]
- 1972 — Дела давно минувших дней… (Afers del passat)
- 1974 — Мир Николая Симонова(El món de Nikolai Simonov, documental)
- 1976 — Длинное, длинное дело… (Un llarg, llarg afer) amb Grigori Aronov
- 1978 — Поздняя встреча (Reunió tardana)
- 1978 — Чужая (Alien)
- 1981 — Личная жизнь директора (Vida privada del director
- 1984 — Три процента риска(Tres per cent de risc) amb Guennadi Poloka)